# Mein Freund der Zauberer
Mein Freund der Zauberer (im Original: My Friend Mr. Leakey, 1937) ist ein in Deutschland erstmals 1974 erschienenes Kinderbuch des britischen Biologen und Genetikers J. B. S. Haldane.

## Handlung
Mein Freund der Zauberer enthält drei Geschichten, die von den absurden Erlebnissen des Erzählers mit dem Zauberer Mister Leakey handeln.

Abendessen beim Zauberer

Der Ich-Erzähler rettet am Londoner Haymarket zufällig einen kleinen alten Mann davor, von einem Auto angefahren zu werden. Dieser stellt sich als Mister Leakey vor und lädt seinen Retter aus Dankbarkeit zum Abendessen ein, das rund zwei Wochen später in seiner nahe dem Haymarket gelegenen Wohnung stattfindet. Der Erzähler ist verblüfft. Nicht nur bewegen und verwandeln sich die Motive auf den gestickten Vorhängen, die Mister Leakey statt Tapeten an den Wänden hat – die gesamte Einrichtung ist sonderbar: ein Bücherregal aus Glas, ein Tisch aus Kupfer, auf dem eine große Kristallkugel steht, leuchtende Topfpflanzen. Ein riesiger Polyp namens Oliver ist Mister Leakey als Diener behilflich und deckt den Tisch, die Suppe gießt der Gastgeber aus seinem Zylinder auf die Teller, eine kleine grüne Kuh namens Phyllis gibt frische Sahne, und ein kleiner Drache namens Pompejus grillt den Fisch. Mister Leakey erklärt dem verwunderten Besucher, dass er ein Zauberer sei und viele der Tiere früher Menschen waren, bevor er sie verwandelte. So war zum Beispiel der Käfer Leopold, der ein Salzfässchen auf seinem Rücken über den Tisch trägt, als Mensch ein Dieb und Betrüger, der sich lieber freiwillig für sieben Jahre verwandeln ließ, als ins Gefängnis zu gehen. Nachdem sein geflügelter Dämon Abdu'l Makkar den beiden frische Erdbeeren aus Neuseeland serviert hat und Mister Leakey mit seinem Zauberstab Obstbäume aus den vier Tischecken hat wachsen lassen, bringt er seinen Gast mithilfe eines fliegenden Teppichs nach Hause zurück und nimmt ihm das Versprechen ab, doch einmal einen ganzen Tag mit ihm zu verbringen.
Ein Tag aus dem Leben eines Zauberers

Am Nikolaustag überrascht Mister Leakey den Erzähler mit einer Socke, die am Morgen wie durch Zauberhand an dessen Bett hängt und neben verschiedenen Geschenken eine Einladung für den Zweiten Weihnachtsfeiertag enthält. Als der Tag gekommen ist, begibt sich der Ich-Erzähler zu Mister Leakeys Wohnung und erhält von diesem eine Tarnkappe, damit er ihn, für andere unsichtbar, bei seinen Unternehmungen begleiten kann. Der Erzähler bemerkt, dass Mister Leakey seine Zauberkraft durchaus nützlich und zum Wohle der Menschen einsetzt, indem er zum Beispiel einen wilden Hund bändigt oder dem von Akne geplagten Taxifahrer, der die beiden durch London fährt, die Pickel wegzaubert. Als er diesen bezahlen will, stellt sich heraus, dass Mister Leakey nur mit Goldstücken zahlen kann – weil sein Zauberportemonnaie lange vor der Buchdruckerkunst erfunden wurde. Nachdem er die Zähne des bissigen Hundes in Gummi verwandelt hat, macht er sich an den Papierunterlagen eines Wucherers zu schaffen, damit dieser die Menschen, die sich zu hohen Zinsen Geld von ihm borgen mussten, nicht mehr zum Zahlen zwingen kann. Zum Mittagessen reisen die beiden mit dem Fliegenden Teppich nach Indien und bestehen gemeinsam mehrere gefahrvolle Situationen. Später besuchen sie unter anderem den Vulkan Montagne Pelée auf Martinique und reisen weiter um die Welt. Zurück in London entdecken sie einen Einbrecher in Mister Leakeys Wohnung, dessen Nase an der Türklinke klebt und sich wie Gummi dehnt. Mister Leakey befreit ihn und belegt ihn mit einem Fluch, sollte er jemals wieder in jemandes Wohnung einbrechen. Zuvor beschimpft er ihn allerdings: "Ich halte Ihnen ja gar nicht vor, daß Sie ein böser Mensch sind, aber Sie müssen ein Idiot sein, daß Sie sich einen so schlecht bezahlten Beruf wie das Einbrechen ausgesucht haben." Wieder in seiner eigenen Wohnung, vergleicht der Erzähler seinen Beruf (der mit dem des Autors übereinzustimmen scheint) mit dem von Mister Leakey und findet "Berechnungen, wie man neue Abarten von Schlüsselblumen und Katzen züchten kann", fast ebenso ausgefallen wie die Zaubereien des kleinen alten Mannes.
Mister Leakey gibt eine Gesellschaft

Die letzte Erzählung des Bandes liegt zeitlich drei Monate nach der zweiten. Der Erzähler sitzt eines Abends vor dem Schlafengehen in seiner Badewanne, als ein Goldfisch aus dem Hahn erscheint, der ihn zu einer als Maskenfest geplanten Teegesellschaft bei Mister Leakey einlädt. Als der Erzähler am kommenden Sonnabend die Wohnung betritt, sieht er den Gastgeber nicht wie sonst in Alltagskleidung, sondern zum ersten Mal in einem langen, fließenden Gewand und einem hohen, kegelförmigen, mit Runen und Drudenfüßen bedeckten Hut. Die Teegesellschaft besteht aus den unterschiedlichsten Menschen und Wesen: unter anderem einem Physiker, dem Erzengel Raphael, mehreren Jungen und Mädchen, einem tibetanischen Lama, einer Putzfrau, einer elegante Dame, einem Teufel, der aus dem Boden fährt, und einem Matrosen in Uniform. Mister Leakey verzaubert jeden Gast seiner Teegesellschaft in sein Wunschwesen, in Schmetterlinge, Elefanten, Riesenschildkröten, Ikosaeder, einen Rolls-Royce oder eine Fee. Der Erzähler lässt sich in einen Kometen verwandeln, der um die Deckenlampe kreist. Gemeinsam spielen sie Reise nach Jerusalem und posieren zum Abschluss für ein Gruppenfoto, dann gehen die Gäste in ihrer gewöhnlichen Gestalt nach Hause. Hier endet die Erzählung des namenlosen Biologen und Genetikers: "Seitdem habe ich Mister Leakey nicht mehr gesehen. Wenn ich ihn wieder treffe, werde ich es euch berichten."

## Ausstrahlung im Fernsehen
Eine Lesung von My Friend Mr Leakey wurde in den ersten 5 Folgen der 10. Staffel der britischen Kinderfernsehsendung Jackanory am 5. und vom 7. bis 10. September 1971 auf BBC ausgestrahlt.